# Мартінсбург (Небраска)
Мартінсбург (англ. Martinsburg) — селище (англ. village) в США, в окрузі Діксон штату Небраска. Населення — 78 осіб (2020).

## Географія
Мартінсбург розташований за координатами 42°30′31″ пн. ш. 96°49′55″ зх. д. / 42.50861° пн. ш. 96.83194° зх. д. (42.508573, -96.832000).  За даними Бюро перепису населення США в 2010 році селище мало площу 0,27 км², уся площа — суходіл.

## Демографія
Згідно з переписом 2010 року, у селищі мешкали 94 особи в 38 домогосподарствах у складі 27 родин. Густота населення становила 348 осіб/км².  Було 41 помешкання (152/км²).
Расовий склад населення:
| - 97,9 % — білих - 1,1 % — азіатів |

До двох чи більше рас належало 1,1 %. Частка іспаномовних становила 3,2 % від усіх жителів.
За віковим діапазоном населення розподілялося таким чином: 28,7 % — особи молодші 18 років, 58,5 % — особи у віці 18—64 років, 12,8 % — особи у віці 65 років та старші. Медіана віку мешканця становила 45,5 року. На 100 осіб жіночої статі у селищі припадало 70,9 чоловіків;  на 100 жінок у віці від 18 років та старших — 76,3 чоловіків також старших 18 років.
Середній дохід на одне домашнє господарство  становив 36 721 долар США (медіана — 26 250), а середній дохід на одну сім'ю — 47 491 долар (медіана — 40 250). За межею бідності перебувало 22,4 % осіб, у тому числі 28,6 % дітей у віці до 18 років та 28,6 % осіб у віці 65 років та старших.
Цивільне працевлаштоване населення становило 34 особи. Основні галузі зайнятості: освіта, охорона здоров'я та соціальна допомога — 23,5 %, будівництво — 20,6 %, мистецтво, розваги та відпочинок — 14,7 %, роздрібна торгівля — 11,8 %.